# Bariumsulfit
Bariumsulfit ist eine chemische Verbindung aus der Gruppe der Bariumverbindungen und Sulfite.

## Gewinnung und Darstellung
Bariumsulfit kann durch Reaktion von Natriumsulfit mit einer Lösung von Bariumchlorid oder Bariumhydroxid gewonnen werden.
{\displaystyle \mathrm {Na_{2}SO_{3}+BaCl_{2}\longrightarrow 2\ NaCl+BaSO_{3}} }
{\displaystyle \mathrm {Na_{2}SO_{3}+Ba(OH)_{2}\longrightarrow 2\ NaOH+BaSO_{3}} }

## Eigenschaften

### Physikalische Eigenschaften
Bariumsulfit ist ein weißer geruchloser nicht brennbarer Feststoff, der sehr schwer löslich in Wasser ist. In Säuren ist es leicht löslich. Er hat ein monoklines Kristallsystem mit einer Einheitszellengröße von 664,7 × 548,3 × 464,5 A und einem Winkel von 106,3°. Auch eine trikline Form ist bekannt.

### Chemische Eigenschaften
Bariumsulfit kann mit Wasserstoffperoxid quantitativ zu Bariumsulfat oxidiert werden.
{\displaystyle \mathrm {BaSO_{3}+H_{2}O_{2}\longrightarrow BaSO_{4}+H_{2}O} }
Beim Erhitzen einer Lösung von Bariumsulfit in Schwefliger Säure zersetzt sich diese unter Bildung von Bariumsulfat und einem Polythionat.
Beim Glühen unter Luftabschluss zersetzt sich Bariumsulfit in Bariumsulfat und Bariumsulfid.